# Mali Santxur
Mali Santxur (en rus: Малый Санчур) és un poble de l'óblast de Vladímir, a Rússia, segons el cens del 2010 tenia 198 habitants. Pertany al districte municipal de Mélenki.